# Spatholobus latistipulus
Spatholobus latistipulus är en ärtväxtart som beskrevs av Elmer Drew Merrill. Spatholobus latistipulus ingår i släktet Spatholobus och familjen ärtväxter. Inga underarter finns listade i Catalogue of Life.